# 마누엘 팔라시오스
마누엘 에밀리오 팔라시오스 무리요(스페인어: Manuel Emilio Palacios Murillo, 1993년 2월 13일 ~ )는 콜롬비아의 축구 선수이다. 포지션은 공격수이며 현재 중국 슈퍼리그의 청두 룽청 소속이다. K리그에서의 등록명은 팔라시오스였다.

## 클럽 경력
콜롬비아 키브도에서 태어나서, 청소년 시절 콜롬비아 1부 리그 팀인 파트리오타스 FC에 들어갔다. 이후 2년 동안 약 50경기를 뛰고, 2014년 7월 21일, 21살의 나이로 포르투갈 세군다리가 소속인 아틀레티쿠 CP로 이적하며 해외 생활을 시작했다.
데뷔경기는 2014년 8월 31일, CD 트로펜스와의 원정 경기로 전반 37분 교체 출전했지만, 2-0으로 패배했다.
2019년 아틀레티코 우일라와 합의해 K리그2 FC 안양으로 임대이적했다. 2019년 3월 2일 열린 부산 아이파크와의 경기에서 안양 입단 후 첫 경기를 치렀다. 이경기에서 전반 3분 만에 K리그 데뷔골을 기록했다. 2019년 4월 17일 열린 전북 현대 모터스와의 경기에서 결승골을 기록하며 팀의 1-0승리를 이끌며 16강 진출을 이끌어냈다. 2019년 7월 20알 열린 광주 FC와의 경기에서 멀티골을 넣으며 팀의 7-1 대승을 이끌었다. 전반기 좋은 활약에 의해 2019년 8월 27일에 아틀레티코 우일라에서 FC 안양으로 완전이적했다. 팔라시오스는 2019시즌 K리그2 정규 시즌에서 11골 6도움을 기록하며 팀의 공격을 이끌었다. 2019년 11월 23일 열린 부천 FC 1995와의 K리그2 준플레이오프 경기에서 전반 10분 골을 넣었다. 이 골로 안양은 부천과 1-1 무승부를 기록하며 플레이오프에 진출했다.
2020년 1월 30일에 K리그2 FC 안양에서 K리그1 포항 스틸러스로 완전이적했다.
2022년 3월, 성남 FC로 이적했다.
2023년 4월 8일, 중국 슈퍼리그 청두 룽청에 입단했다.